# Северное море
Се́верное мо́ре (устар. Немецкое море; фр. Mer du Nord, нем. Nordsee, нидерл. Noordzee, з.-фриз. Noardsee, англ. North Sea, норв. Nordsjøen, дат. Nordsøen или Vesterhavet) — мелководное шельфовое море Атлантического океана, омывающее берега Северной Европы.

Море расположено между Британскими островами на западе, Ютландским, Скандинавским полуостровами на востоке и континентальной Европой на юге. Омывает берега Норвегии, Дании, Германии, Нидерландов, Бельгии, Франции и Великобритании. Площадь — 750 тыс. км². Наибольшая глубина — 725 метров. Более 2/3 моря имеют глубину менее 100 метров; в южной части — отмели (банка Доггер и другие). В него впадают крупные реки: Эльба, Везер, Рейн, Темза. Основные порты: Роттердам, Амстердам, Антверпен, Лондон, Гамбург, Осло, Берген. Прибрежная мелководная часть на юге иногда выделяется под названием Ваттового моря.

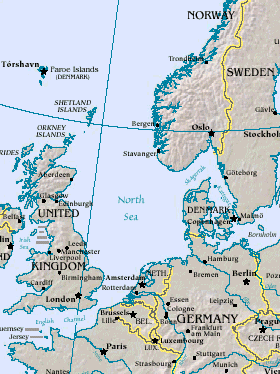
Современная карта Северного моря

## Гидрография и гидрология
Северное море расположено в северо-восточной части Атлантического океана, являясь окраинным морем последнего. Протянувшись между Северо-Западной Европой и Великобританией, Оркнейскими и Шетландскими островами, на севере оно соединяется с Норвежским морем, на востоке — через проливы Скагеррак, Каттегат и Датские проливы (Большой Бельт, Малый Бельт и Эресунн), а также Кильский канал — с Балтийским, а на юго-западе через проливы Па-де-Кале и Ла-Манш сообщается с Атлантикой. В очень давние времена[когда?] этот морской бассейн был частью обширных равнин Северной Европы, которую в конце ледникового периода затопили воды Атлантического океана.
Вместе с заливом Скагеррак площадь Северного моря составляет 565 тыс. км². Изобаты показывают, что Северное море — относительно мелководное: его средняя глубина составляет 95 м. В южной части моря встречаются отмели, слой воды над которыми не превышает 40 м; под воздействием ветров и сильных морских течений они постоянно перемещаются, что весьма осложняет навигацию. Самые большие глубины (в том числе и максимальная — 725 м) находятся в глубоководном Норвежском жёлобе, который протянулся вдоль южного побережья Норвегии от пролива Скагеррак до Норвежского моря; глубоководные — свыше 450 метров — разломы обнаружены и в западной части моря, например, восточнее Эдинбурга.
Характерная черта донного рельефа Северного моря — резкая смена глубин и обширные отмели, называемые здесь банками. Над крупнейшей из них, Доггер у восточных берегов Англии, глубина составляет всего 15—30 метров. Когда-то здесь находилось возвышающееся над равниной плоскогорье, а теперь в хорошо прогреваемых солнцем и богатым кормом водах скапливаются огромные косяки рыбы. Другая знаменитая мель — Гудвин-Санд у берегов графства Кент на юго-востоке Англии.
Температура поверхностных вод в феврале (минимум) колеблется от 2 °C в проливе Скагеррак до 7,5 °C на северо-западе, а в августе (максимум) — от 12,5 °C до 18 °C соответственно; это, в частности, обусловлено воздействием тёплого Северо-Атлантического течения, которое попадает сюда из Норвежского моря. На границе с Балтикой заметно холоднее. Солёность воды составляет 32—34,5 промилле в прибрежных водах и достигает 35 ‰ в открытом море. На востоке солёность Северного моря заметно ниже из-за притока холодных и менее солёных вод Балтики, а также впадение в него таких крупных рек, как Рейн, Эльба, Везер, Шельда и Темза.
В течение всего года преобладают западные, юго-западные и северо-западные морские ветры, приносящие частые туманы и дожди, и тогда поднятые порывами ветра волны достигают 6—7 метров, а у побережья Шотландии — 11 метров, что сильно осложняет судоходство. Высота приливов колеблется от 0,2 метра у берегов Норвегии до 7,6 метра у побережья Англии; морские течения ориентированы против часовой стрелки и движутся со скоростью около 1 км/ч.

## Побережья

### Побережье Германии
Берега ФРГ — южная граница Северного моря — представляют собой заболоченные низины, во время морских приливов скрывающиеся под водой. Вдоль берега тянется цепочка Северо-Фризских (крупнейший из них — Зильт), частично принадлежащих Дании, и Восточно-Фризских островов. Так как Северная Германия находится в зоне западных морских ветров, зимы в этих местах чаще всего мягкие, со средней температурой января 1 °C, а лето довольно прохладное — около 16 °C (июль). Из-за большого содержания плодородных морских осадочных пород огромные участки почвы на побережье — так называемые марши — очень плодородны. Принадлежащий Германии некогда пустынный остров Гельголанд сегодня является популярным курортом.

### Побережье Нидерландов
Нидерланды, западный сосед Германии, — страна относительно небольшая; тем не менее, длина её береговой линии составляет 451 км. Из века в век защищая берега от разрушительных волн Северного моря, голландцы создали целую систему защитных валов, дамб, каналов и шлюзов. Опыт по осушению озёр, заливов и участков побережья в этих краях имеет давние традиции, которые сегодня приумножены сложнейшей техникой, используемой при постройке новых водозащитных сооружений. Неотъемлемая часть пейзажа Голландии — ветряные мельницы, помогающие перекачивать воду и превращать солёные болота в плодородные поля; именно таким образом на месте залива Зюйдерзе в своё время возник самый крупный и знаменитый польдер страны. В 1958 году Нидерланды приступили к реализации мелиоративной программы «Дельта», и за три десятка лет территория страны с 32,4 тыс. км² (1950) увеличилась до 36,9 тыс. км² (1980). За столетия упорного труда голландцам удалось отвоевать у моря значительные площади, и сегодня около 40 % территории этого государства находится ниже уровня моря, а почти 35 % выступает над морем не более чем на один метр. На востоке страны находятся холмистые моренные равнины, защищённые со стороны моря грядами, которые возникли тут относительно недавно — примерно тысячу лет назад. Нидерландам принадлежат Западно-Фризские острова. В северо-восточной провинции Гронинген разведано крупное месторождение газа и небольшие — нефти.

### Побережье Бельгии
Побережье Бельгии представляет собой почти сплошную аллювиальную низменность, возвышающуюся над уровнем моря всего лишь на 5 метров; здесь тоже много плодородных польдеров, и некоторые из них находятся ниже уровня моря. Несколько гряд песчаных дюн образуют вдоль берега «защитный пояс» шириной почти 4 км и высотой до 30—40 метров над уровнем моря.

### Побережье Великобритании
На западе Северное море ограничено Великобританией, крупнейшим из Британских островов. Это соседство создаёт дополнительную температурную аномалию: зимой здесь гораздо теплее, чем в других регионах, находящихся на той же географической широте — среднемесячная температура января здесь колеблется в пределах 4—7 °C. В то же время из-за близости моря летом у берегов Великобритании прохладно и температура не поднимается выше 13—17 °C. Уровень осадков умеренный — 750 мм в год (для сравнения: на западе Норвегии — 2000—3000 мм). У здешних рек, как правило, длинные воронкообразные устья — эстуарии, из которых речные осадки выносятся далеко в море. В защищённых от волн эстуариях, искусственно углублённых для удобства судоходства, расположены крупные морские порты. Один из них, шотландский Абердин, раньше обслуживал рыболовецкие флотилии, промышлявшие в Северной Атлантике и Северном море, а сегодня это ещё и крупный промышленный узел, где сходятся нефте — и газопроводы, идущие из месторождений Северного моря. Разведанные на шельфе запасы нефти и газа стали важным подспорьем для экономики, и сегодня Великобритания является одним из основных производителей углеводородов в Европе. Расположенный к северу от основной части Шотландии Оркнейский архипелаг состоит из почти семи десятков островов площадью 975 км². Главная археологическая «изюминка» этих мест — поселения позднего неолита и мегалиты, построенные за 2,5—3 тысячи лет до н. э. Местные жители, как и встарь, занимаются ловлей рыбы, а также разводят крупный рогатый скот и овец. Ещё севернее, на границе с Норвежским морем, расположены Шетландские острова.

### Побережье Норвегии
Восточная граница Северного моря частично проходит вдоль юго-западного побережья Норвегии. Для этого участка береговой линии характерны фьорды — узкие, длинные, глубоко вдающиеся в сушу разветвлённые заливы с отвесными краями. У сложно расчленённых берегов то и дело встречаются небольшие, преимущественно скалистые острова — так называемые шхеры. В 1960-е года на шельфе Норвежского и Северного морей геологи обнаружили богатые месторождения нефти и газа, и в 1971 году на морском дне было установлено оборудование для добычи этих полезных ископаемых. Норвегия, став обладательницей одного из самых эффективных в мире комплексов по добыче углеводородного сырья, быстро вошла в десятку крупнейших мировых поставщиков энергоносителей.

### Побережье Дании
Южнее Норвегии, за проливом Скагеррак, восточная часть Северного моря ограничена датским полуостровом Ютландия, на западных берегах которого преобладают бесконечные дюны, часто рассекаемые заливами или небольшими озёрами. Южнее города Эсбёрг вдоль берега протянулась цепочка Северо-Фризских островов, которые отделены от материка широкими ваттами — затопляемыми во время прилива участками. Экономика Дании тесно связана с морем; в первую очередь это традиционное рыболовство, которое не так давно было дополнено добычей и переработкой обнаруженных на шельфе нефти и газа.

## Флора и фауна
Шотландское побережье славится многочисленными колониями северных олуш — белоснежных морских птиц с чёрными маховыми перьями.

## Экономическое значение

### Рыболовство
Летом и осенью в Северном море начинается путина. Оно обладает значительными рыбными запасами — здесь добывают треску, сельдь атлантическую, креветок, палтуса и другие виды рыб. В Северном море находится знаменитая банка Доггер, один из крупнейших рыболовных районов мира и Европы на протяжении столетий.
На отмелях рыбу поймать довольно легко, а рыбаков бывает так много, что временами они буквально опустошают море; в связи с этим некоторые государства время от времени вводят запрет на дальнейший промысел некоторых видов.

### Морские пути и порты
Северное море имеет очень большое транспортное значение. Именно здесь находится главный перекрёсток морских путей мира, пролегают основные маршруты сообщения между Европой и другими континентами, а порты побережья обрабатывают более 20 % всего морского грузопотока планеты. Через Северное море проложены многочисленные линии паромных сообщений между Норвегией, Данией, Великобританией, Фарерскими островами, Исландией, Нидерландами, Бельгией. Кроме того, море используется как для торгового, так и для пассажирского каботажного плавания.
На Северном море расположены крупнейшие морские порты мира — Амстердам и Роттердам в Нидерландах, Антверпен — в Бельгии, Гамбург, Бремен и Вильгельмсхафен — в Германии, Лондон, Халл и Ньюкасл-апон-Тайн — в Великобритании, Осло и Берген — в Норвегии.

### Шельфовые месторождения нефти и газа
Северное море, до сих пор остающееся одним из важнейших источников энергоресурсов для Норвегии, а также Великобритании, Нидерландов и ряда других стран Европейского союза — один из важнейших в мире нефтегазоносных районов.

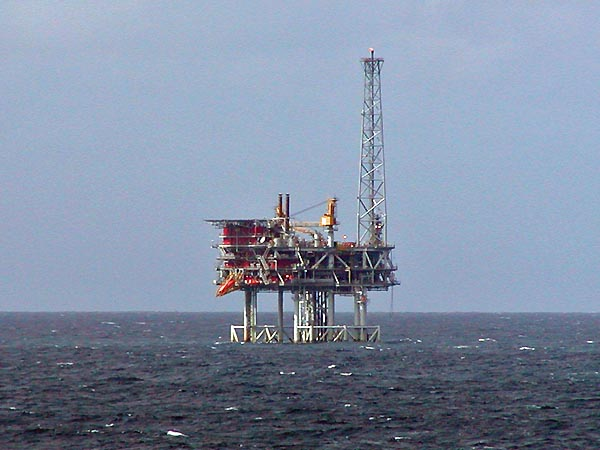
Нефтяная платформа в Северном море

Самые благоприятные условия для образования шельфовых месторождений нефти и газа складываются на мелководье, в начальной стадии формирования осадочных пород (так называемый процесс седиментации). Именно таким местом и оказалось Северное море, почти всё дно которого представляет собой ряд огромных газонефтеносных провинций. 150 миллионов лет назад в водах этого неглубокого водоёма содержание кислорода было намного меньше, чем сегодня, и это замедляло разложение активно накапливавшихся органических веществ. При соответствующих температуре, давлении, а также благодаря работе бактерий органика постепенно трансформировалась в месторождения углеводородов.
Активные поиски шельфовых месторождений нефти и природного газа начались на шельфе Северного моря почти сразу же после Второй мировой войны (в 1950-х годах), а первые обнадёживающие результаты были получены в конце 1960-х годов. С 1971 года началась эксплуатация разведанных месторождений, первым и самым богатым из которых оказалось норвежское газоносное поле Экофиск, откуда уже через шесть лет природный газ по газопроводу длиной 442 км начал поступать в немецкий город Эмден. Вскоре норвежцы разведали ещё несколько крупных месторождений — Фригг, Статфьорд, Хеймдалль, Озеберг, Гуллфакс (их осваивают с 1970—1980-х годов), а затем и Тролль — крупнейшее в Северном море (оно находится в 60 км от берега). С буровых платформ на берег идёт сырой газ, где его очищают и по трубопроводу длиной 1100 км поставляют в Бельгию и Германию. Отказавшись от обработки газа непосредственно на месторождении, специалисты газодобывающей отрасли не только увеличили суточную добычу до 100 млн м³, но и перевели работу платформы в автоматический режим, управляя ею с берега. Норвежский газ поступает в Германию, Бельгию, Великобританию и Францию по двум магистралям, из которых восточная идёт в Германию по трём газопроводам (Норпайп, Европайп и Европайп ΙΙ), а западная ветка снабжает газом Бельгию (Зепайп) и Францию (Франпайп); сооружён газопровод и до Британских островов (Вестерлед). Общая пропускная способность всей системы — более 286 млн м³ в день.
У берегов Шотландии также обнаружено несколько месторождений нефти и газа, первое из которых — Фортис — находится в 180 км от берега; сегодня по трубопроводу, проложенному по дну моря, нефть из этого месторождения поступает в Абердин, ставший крупнейшим на берегах Северного моря центром нефтепереработки. Характерные силуэты нефтедобывающих платформ сегодня можно встретить в открытом море, начиная от Леман-Банк, находящейся на широте города Бэктон в южной части Северного моря, до самых северных регионов — как, например, нефтеносная провинция Берил на широте Оркнейских островов.
Весь шельф Северного моря поделён между Великобританией, Норвегией, Данией, Германией и Голландией на экономические зоны эксплуатации. Крупнейшие месторождения углеводородного сырья принадлежат Великобритании и Норвегии: ежегодно обе эти страны добывают как минимум по 100 миллионов тонн нефти. От глубины залегания нефти и газа, а также природных условий зависит и степень технической сложности добычи (например, разработка британского месторождения Леман-Банк ведётся на глубине 30 м, Фортис — 115 м, Берил — 125 м, а норвежского Экофиск — на глубине 70 м), хотя почти 90 % нефти с шельфовых месторождений добывается с глубин, не превышающих 60 м. С технической точки зрения самый сложный участок дна находится между норвежским месторождением Экофиск и побережьем этой страны.
К самым богатым месторождениям нефти и газа по морскому дну проложены трубы большого диаметра; некоторые трубопроводы достигают нескольких сотен километров в длину. В зависимости от рельефа дна и морских течений трубопроводы крепят ко дну с помощью скальных или бетонных блоков, покоящихся на бетонных же опорах. Но и в этих случаях не исключена опасность повреждения трубопровода якорями судов или рыболовецкими снастями, а также перемещающимися во время штормов донными осадками; большую угрозу окружающей среде представляет и коррозия труб. Чтобы обезопасить такое подводное сооружение, дно вдоль трубопровода выстилают специальными матами — их ещё называют «подводными газонами».

### Ветроэнергетика
В акватории Северного моря расположены ветряные электростанции.

## Экология
Воды заливов и фьордов болезненно реагируют даже на незначительное загрязнение коммунальными, промышленными или сельскохозяйственными отходами; для экологического баланса окраинных морей — например, Балтийского, Средиземного или Северного — эта опасность также достаточно велика. Становясь частью пищевых цепей растений и животных, загрязнения становятся причиной их гибели или постепенного вырождения.
Как следствие смывания в море сельскохозяйственных удобрений, рассчитанных на повышение урожая, в Северное море из Балтийского выносится масса мельчайших водорослей — фитопланктона — первого звена пищевой цепочки.